# 女性贬抑

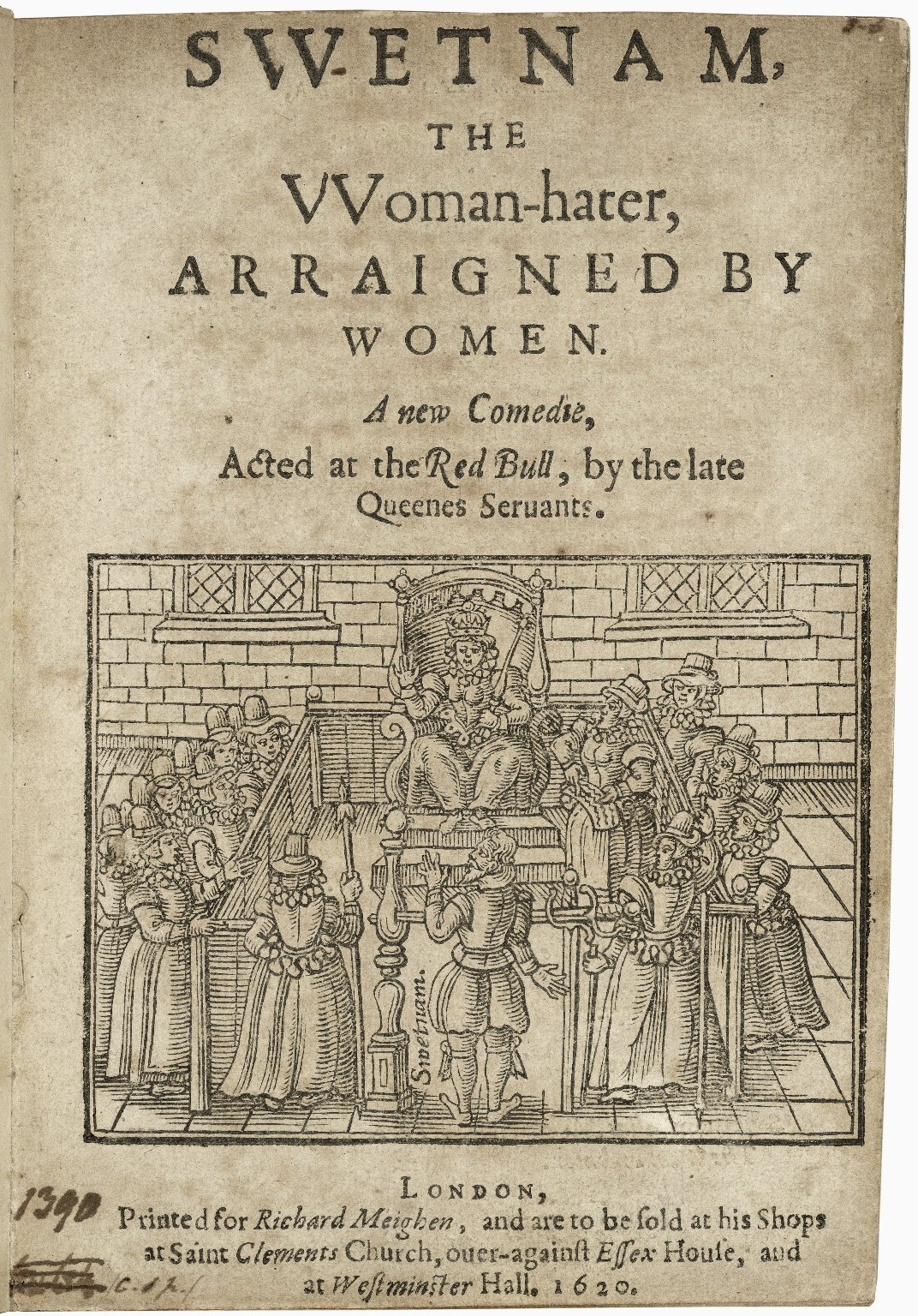
Swetnam the Woman-Hater，印於1620年。此作品被認為是英語詞彙「misogynist」（厭女者）的起源。

女性貶抑，又稱厭女，是一種對女性或女孩的仇恨、蔑視或偏見。它是一種性別歧視的表現，通常導致女性在社會地位上低於男性，從而維持父權制的社會結構。厭女症在歷史上普遍存在，影響了藝術、文學、社會結構、歷史事件、神話、哲學和宗教等各個領域。

## 定義
英語與美式英語詞典普遍將 厭女症 定義為「對女性的仇恨」（hatred of women）或「對女性的憎惡、不喜或不信任」（hatred, dislike, or mistrust of women）。
美國《韋氏詞典》（Merriam-Webster Dictionary）則區分了厭女症與性別歧視（sexism）。該詞典將厭女症定義為「對女性的仇恨」，而性別歧視則指基於性別的歧視，以及促進性別刻板印象或社會角色區分的行為、條件或態度。
澳大利亞《麥考瑞詞典》（Macquarie Dictionary）在2012年修改了對厭女症的定義，擴展至不僅包括對女性的仇恨，還涵蓋「根深蒂固的對女性的偏見」。這一修改主要受到澳大利亞國會一場演講的影響。

### 詞源與發展
根據《牛津英語詞典》（Oxford English Dictionary），「厭女症」（Misogyny）一詞源於17世紀中期，來自希臘語 misos（仇恨）與 gunē（女性）兩個詞根的結合。然而，在20世紀70年代第二波女性主義運動興起之前，這個詞在英語中較少被使用。
「厭女症」（Misogynie）一詞可追溯至古希臘語單詞 misógynos「仇女者」。它是由 misein「厭惡」和 gyné「女性」構成的。 在古希臘時期，這個詞用來指稱在哲學中主導性的本體論女性劣等觀念。這種觀點要麼直接通過對女性的負面描述表達出來，要麼間接地通過對女性服從男性的正面描述表現出來。
中文的社會、心理学科將Misogyny译为「厌女症」，将Misogynism译为「厌女主义」或「女性贬抑」，持有这种观点的「厌女主义者」英文为misogynist。網路用語亦有「仇女」一詞，並派生出「仇女廚」（批評厭女支持者的貶詞）。
日文中，除了用假名音译，也可以用漢字詞「女性嫌恶症」（女性嫌悪症）来表示。另有用和語（意譯為討厭女性），女性主義社會學家上野千鶴子即著有《女嫌い》（厭女）一書。
厭女症過去主要被用來個體化地指具體地貶低女性的行為，但現今這一概念已拓展為一種「結構性貶低或歧視女性特質」的全社會觀點。
厭女症 […] 指的是那些反映了女性在社會和私人領域中結構性劣勢的態度。厭女的態度和行為既可公開表現為限制性（如Vereinbarkeit_von_Familie_und_Beruf、性别薪酬差距等），也可通過隱性的方式將女性限制於其傳統性別角色（由於特殊社會化而導致女性自我形象扭曲，通過傳統敬語強調其較弱地位等）。由於厭女症作為女性解放敵對態度，與更廣泛的威權主義密切相關，因此其克服僅能在全社會範疇內實現。
——社會學辭典，2011，
厭女症 […] 是性別歧視偏見和意識形態的核心組成之一，因此是女性在男性主導社會受壓迫的重要基礎。厭女症表現形式多樣，從玩笑、色情，到促進女性及其身體對自身的自我蔑視等情感的產生。
——The Blackwell Dictionary of Sociology，2000，
因此，厭女症並不限於男性，也在女性中普遍存在（共犯行為），而且透過社會化，男孩和女孩都會內化這種觀念：
儘管厭女症在男性中最為常見，但也存在於女性之中，女性對其他女性或甚至對自己施加厭女行為。厭女症作為一種意識形態或信仰體系，數千年來伴隨著父權制或男性主導社會的發展，並持續將女性置於權力與決策權限有限的從屬地位。[…] 亞里士多德曾宣稱女性是天生的變異體或不完整的男性 […]自此，女性在西方世界中將身為社會代罪羔羊的角色內化，這一現象在21世紀因女性被多元物化而愈發明顯，並表現為文化上被肯定的自我厭惡、對整形手術、神經性厭食症和暴食症的執著。
——International Encyclopedia of Men and Masculinities，2007，

## 詞語界定
在厭女症／女性敵意、性別歧視和反女性主義這些概念之間存在重疊。 有時會嘗試將某些概念相互區分，有時則被用作同義詞。 特別是在英語和法語語境下，「厭女症」這一概念比在德國更加普遍，而在德國則更常用「性別歧視 (Sexismus)」一詞。 哲學家凱特·曼恩主張將性別歧視和厭女症區分開來；在她看來，性別歧視是一種為父權社會秩序辯護並使其合理化的意識形態，而厭女症則是執行相關社會規範的系統。性別歧視往往因不科學地假設男性和女性之間存在自然差異而區分對待，而厭女症則將女性劃分為「好」和「壞」兩類。具有性別歧視觀念的意識形態，通過這種方式可以為厭女實踐提供正當性。 對於針對黑人女性的厭女症，出現了Misogynoir這個術語。

## 內容

### 表現形式
厭女症的一個典型例子是針對女性的暴力行為，其中包括家庭暴力，甚至在極端情況下發展為針對女性的恐怖主義或女性殺害（Femicide）。此外，厭女症還體現在性騷擾、脅迫，以及透過心理手段控制女性的行為中，甚至通過法律或社會規範將女性排除在公民權利之外。在某些情況下，厭女文化可能會鼓勵女性接受從屬地位，以換取某種社會上的獎勵或認同。

### 文化與社會影響
厭女症既可以是一種個人態度（通常由男性持有），也可以是一種深植於文化和社會制度中的現象。有時，厭女症的表現是顯而易見的，具有強烈的敵意；但在其他情況下，它可能以更微妙或隱晦的方式呈現，使其具有「合理辯解」的空間。
在女性主義思想中，厭女症不僅指對女性的敵視，也包括對「女性特質」的貶低與排斥。這種態度可能導致對與女性相關的機構、職業、嗜好或行為習慣的蔑視，甚至拒絕接受男性身上被視為「女性化」的特徵。研究女性氣質（Femininity）的學者蕾亞·阿什莉·霍斯金（Rhea Ashley Hoskin）指出，應當區分基於生理性別的壓迫與基於女性氣質表達的壓迫，後者在學術上被稱為「恐女氣質症」（Femmephobia）。此外，種族歧視與其他形式的偏見可能與厭女症相互交織，加劇對女性的壓迫。

### 社會學與心理學觀點
社會心理學研究將顯性厭女症（overt misogyny）描述為「公然的敵意性別歧視」，通常會引起女性的抗拒。相比之下，「仁慈的性別歧視」（benevolent sexism）或「騎士精神」（chivalry）則可能讓女性在無意間維持父權制社會的性別分工。

社會學家 艾倫·G·約翰遜（Allan G. Johnson）認為：「厭女症是一種文化態度，因為女性的性別而仇視女性。」他指出：
厭女症…… 是性別歧視偏見與意識形態的核心部分，因此成為男性主導社會中壓迫女性的重要基礎。它的表現形式多種多樣，從惡搞女性的笑話、色情內容，到針對女性的暴力，甚至讓女性對自己的身體產生自我厭惡。
澳大利亞伍倫貢大學（University of Wollongong）社會學家 邁克爾·弗拉德（Michael Flood）則強調，厭女症主要見於男性，但女性也可能對其他女性甚至自身施行厭女行為。他認為厭女症是一種長期伴隨父權社會的意識形態，至今仍限制女性獲取權力與決策權。他指出：
亞里士多德曾主張，女性是「天生的缺陷品」或「不完美的男性」…… 自此之後，西方文化中的女性內化了這種作為「社會替罪羊」的角色。在21世紀，媒體對女性的物化加劇了這種現象，導致文化上對女性的自我厭惡，使女性熱衷於整形手術、厭食症和暴食症。

### 哲學觀點
康奈爾大學（Cornell University）哲學家 凱特·曼恩（Kate Manne）認為，厭女症的本質在於「控制並懲罰那些挑戰男性支配權的女性」，而不僅僅是「仇恨女性」。她指出，傳統上對厭女症的定義過於簡單，因為許多實行厭女行為的人可能仍然愛著特定的女性，例如他們的母親。因此，她提出：
厭女症獎勵那些維護現狀的女性，懲罰那些拒絕接受從屬地位的女性。
曼恩進一步區分 性別歧視（sexism）與 厭女症。她認為，性別歧視是父權制的理論基礎，而厭女症則是其執行機制：
性別歧視的意識形態通常透過誇大或捏造男女之間的性別差異來區別兩性，有時甚至違背當前最好的科學證據。而厭女症則區分「好女人」與「壞女人」，並懲罰後者。性別歧視披著科學的外衣，而厭女症則發動獵巫行動。

### 古希腊
《苏格拉底之城：介绍古典雅典》（ City of Sokrates: An Introduction to Classical Athens）一书的作者J.W. Roberts认为，早在古希腊戏剧表现出的厌女倾向之前，古希腊文学中就初见其端倪，至少可以追溯到古希腊诗人赫西奥德生活的时代。
古希腊思想家亚里士多德就被指责为厌女主义者，文化学者、作家辛西亞·弗里蘭在1994年出版的文章中指出，亚里士多德曾经声称「女人不如男人」，原文研究者並作出如下的評語：
亚里士多德聲稱，「男人的勇氣來自指揮，女人的勇氣來自服從」；他聲稱說「物體渴求型態，就如女人渴求男人、醜陋者渴求美麗一般」；他聲稱說「女人的牙齒少於男人」；他聲稱說「女人是不完整的男人或者『一貫有缺陷的』，因此女人只為下一代帶來物質，而不帶來型態」；他聲稱說「一般而言，女人大概是較低等的生物」；他聲稱說「如果一個女人太過有勇氣或太過聰明，那在悲劇中就是不合適的。」

### 中國古代
諸如「末喜、妲己和褒姒导致了夏商周三代的灭亡」這樣的「紅顏禍水」論調，一直存在於中國從古至今的社會裏。有中國學者認爲，其成因就是「先秦、秦汉时期社会不断进行历史建构的结果」，其本質就是「政治和历史观上的『厌女症』」。

### 近、现代社会
根据近现代的研究，心理学认为厌女主义是男权主义的一种表现形式。在女性主義理論中，女性貶抑被認為是種跟種族歧視或者反猶太主義相類似的政治意識形態。厭女主義的存在是為了合理化和維持女性對男性的從屬地位，並且保護支持憎厭女性主義的支持者。
女性作家琼·史密斯（Joan Smith）在《厌女症》（Misogynies）一書中寫到：“厌女症”（misogyny）是广泛存在于文学、艺术和种种意识形态表现形式之中的『病症』，表现为对女性化、女性倾向以及一切与女性相关的事物和意义的厌恶，并把妇女，尤其是妇女的性，当作死亡与痛苦，而不是当作生命和快乐的象征。”

## 影响

### 社會
中國社會裏不難見到女性貶抑言論。常见的对“女司机”、“女博士”的污名化，有认为其根源是女性进入男性掌控的传统领域，挑战大众观念，引发污名化，而大众媒体又助长了这种污名化。网络时代，作爲屌絲文化發祥地的帝吧，就誕生過「黑木耳」一詞，用黑木耳的形狀及顏色隱喻女陰，指代女性，尤指「性生活混亂」，貌似指代「非处女」的女性。在海天盛筵事件中，更催生出「綠茶婊」、「朝阳婊」、「脏蜜」等諸多貶義詞彙。
在台灣網路，有網民將任何他們認為不道德的女性鄙稱為「母豬」，認同的網民甚至還結合出虛擬的共同體：母豬教，其起源於PTT社群。然而實際應用上該詞的定義不明，且具有鄙視性與相當的爭議性。

### 文化领域
從古至今，文化领域中的厭女主義十分常見。除了亞里士多德等古希臘學者，近現代也有很多男权主义者同時是厌女主义者。
義大利著名思想家、外交家、史学家马基雅维利（Niccolo Machiavelli），他在著書《李维史论》之《国家如何因为女人而垮台》一章中，要求“将男子和妇女严格地限制于政治和家庭这两个彼此隔绝的领域”。
莎士比亞也被認爲在作品中將女性邊緣化、弱勢化，是厭女主義的一種表現。
現代藝術作品中，如電影《黑天鵝》被學者認爲是「在男女形象的塑造上又表现出强烈的男性优越感和『厌女症』倾向，男权主导意识在影片中制造出具有迷惑力的假象」。

## 批判
自称“持不同政见者女权主义者”的卡米尔·帕格里亚常与其他学院派女权主义者发生争执，她认为，在第二波女权主义中盛行的、由马克思主义激发的对厌女症的解释存在严重缺陷。与之相反的是，仔细阅读历史文献就会发现，男人并不憎恨女人，而是惧怕她们。克里斯蒂安·格罗斯·格林认为，必须将厌女症跟与其相反的女性崇拜联系起来看。他批判了R. W. Connell的霸权性男性气质理论，展示了在莫桑比克马普托的年轻人中，喜爱女性的男性气质是如何发挥作用的。